# G-Sides
G-Sides is een verzamelalbum van Gorillaz, uitgebracht op 12 december 2001 in Japan. Het album bestaat uit nieuwe nummers en remixes van het vorige album Gorillaz. G-Sides werd na de Japanse versie op 26 februari 2002 in de Verenigde Staten en op 11 maart in het Verenigd Koninkrijk uitgebracht.

## Nummers
1. "19-2000" (Soulchild remix)
2. "Dracula"
3. "Rock the House" (Radio edit)
4. "The Sounder" (Edit)
5. "Faust"
6. "Clint Eastwood" (Phi Life Cypher-versie)
7. "Ghost Train"
8. "Hip Albatross"
9. "Left Hand Suzuki Method"
10. "12D3"

G-Sides bevatte ook de video's van "Tomorrow Comes Today" en "Rock the House".
Damon Albarn · Jamie Hewlett